# Tominaga Nakamoto
Tominaga Nakamoto (富永仲基?  1715 - 12 de octubre de 1746) fue un filósofo japonés perteneciente al Período Tokugawa.
Su corriente de pensamiento fue crítico y distante con todas las escuelas religiosas imperantes en su época. Además de filósofo, ejercía de mercader en la ciudad portuaria de Osaka. Fue especialmente crítico con el sintoísmo, al cual le atribuía un excesivo oscurantismo. Al respecto de él en cierta ocasión afirmó que ese tipo de instrucción secreta que se daba en el sintoísmo era completamente errónea puesto que "la ocultación es el inicio del hábito de la mentira y el robo".